# Gare de Verton-Bourg
Pour les articles homonymes, voir Gare de Bourg.
Ne doit pas être confondu avec Gare de Rang-du-Fliers - Verton.
La gare de Verton-Bourg, également appelée gare de Verton, est une ancienne gare ferroviaire française de la ligne d'Aire-sur-la-Lys à Berck-Plage, située sur le territoire de la commune de Verton, dans le département du Pas-de-Calais, en région Hauts-de-France.
Elle fut mise en service en 1893 par la Compagnie AFRB, avant d'être fermée en 1955 par les VFIL.

## Situation ferroviaire
Établie à 12 mètres d'altitude, la gare de Verton-Bourg est située au point kilométrique (PK) … de la ligne d'Aire-sur-la-Lys à Berck-Plage (chemin de fer secondaire à voie unique et métrique, totalement déclassé et déferré), entre la gare fermée du Bahot et la gare ouverte de Rang-du-Fliers - Verton.
La ligne de Longueau à Boulogne-Ville (à double voie normale) est jumelée à cette première ligne depuis quelques centaines de mètres au sud, après un saut-de-mouton, (aujourd'hui détruit). Cependant, la gare qui assurait les correspondances entre les deux lignes est celle de Rang-du-Fliers - Verton (SNCF), située à 1,645 kilomètre au nord, et où les plates-formes desdites lignes se séparent de nouveau.

## Histoire
La gare fut ouverte aux trafics voyageurs et fret le 6 avril 1893, à l'occasion de la mise en service de la ligne d'Aire-sur-la-Lys à Berck-Plage par la Compagnie des Chemins de Fer d'Aire à Fruges et de Rimeux-Gournay à Berck (qui en avait la concession). Celle-ci intégra la Compagnie générale de voies ferrées d'intérêt local en 1919, qui ferma la dernière section de la ligne comprise entre Rimeux - Gournay et Berck-Plage (et donc la gare de Verton-Bourg) le 1er mars 1955, par décision du conseil général du Pas-de-Calais (propriétaire et financeur de l'infrastructure).

## Patrimoine ferroviaire
L'ensemble des installations ferroviaires (rails, traverses, ballast, quai) de la ligne d'Aire-sur-la-Lys à Berck-Plage ont disparu entre l'époque de leur fermeture et aujourd'hui, à l'exception de l'ancien bâtiment voyageurs, qui est devenu une habitation,.